# Trumandoktrinen

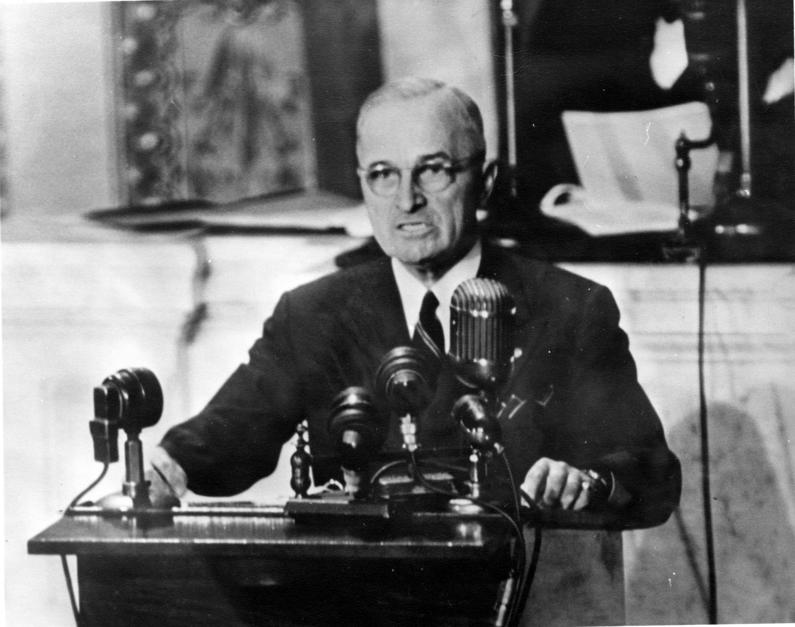
Den amerikanska presidenten Harry S. Truman meddelar sin nya doktrin

Trumandoktrinen var en avsiktsförklaring från amerikansk sida, offentliggjord i mars 1947 av USA:s president Harry S. Truman. Den innebar att USA skulle stödja "fria folk som kämpar mot väpnade minoriteter eller externt tryck syftande till att betvinga dem". Syftet med doktrinen var i grund och botten att stötta regeringar som hotades av kommunismen, vid en tid då Sovjetunionen utövade inflytande i bland annat Grekland och Turkiet.

## Bakgrund
Den amerikanske presidenten Truman stod bakom förklaringen, som ingick i det tal han höll inför kongressen 12 mars 1947 i samband med inbördeskriget i Grekland, där regeringen kämpade mot en kommunistisk gerilla:
I believe that it must be the policy of the United States to support free peoples who are resisting attempted subjugation by armed minorities or by outside pressures.

I believe that we must assist free peoples to work out their own destinies in their own way.

I believe that our help should be primarily through economic and financial aid which is essential to economic stability and orderly political processes.
Den 21 februari 1947 hade den brittiska regeringen meddelat att de skulle upphöra att bistå Turkiet och Grekland. Truman lät USA överta denna roll genom att 22 maj 1947 skriva under en lag som beviljade de två länderna 400 miljoner dollar i bistånd. Inspirationen till Trumandoktrinen kom främst från George F. Kennan, som är känd som upphovsmannen till uppdämningspolitiken, och även från Winston Churchills tal i Fulton 1946.
Enligt många historiker markerar doktrinen början på kalla kriget. Trumandoktrinen följdes av Marshallplanen och Atlantpakten. 1950 började USA stödja fransmännens försök att behålla sina kolonier i Indokina (se Indokinakriget). 